# Прапор Свяття
Прапор Свяття — офіційний символ села Свяття, Рівненського району Рівненської області, затверджений 26 листопада 2021 р. рішенням сесії Олександрійської сільської ради.
Автори — А. Гречило та Ю. Терлецький.

## Опис
Квадратне синє полотнище, у якому з нижнього краю виходить білий півкруг, на якому вгорі стоїть жовтий потир.

## Значення символів
Синє поле і білий) пагорб означають джерело Гора. Жовта чаша (потир) символічно вказує на назву поселення.